# Onirología

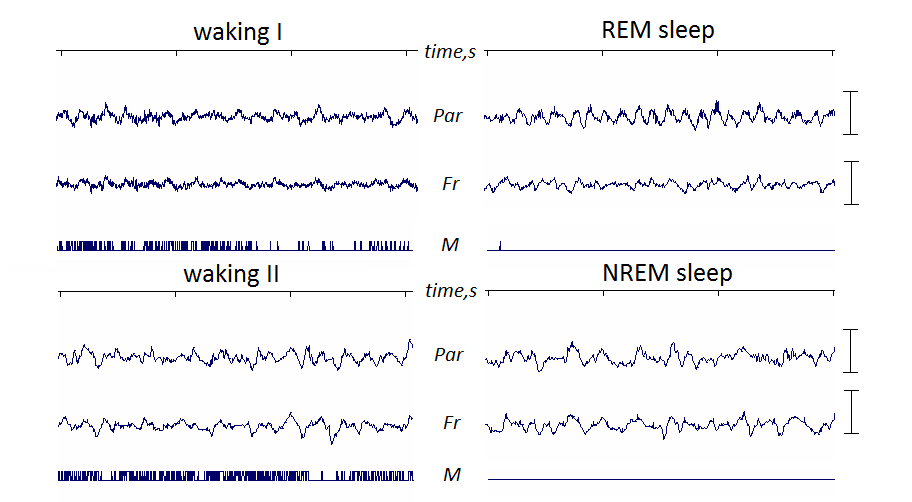
Electroencefalograma de un ratón. El sueño REM está caracterizado por un ritmo theta prominente.

La Onirología (del griego ὄνειρος, ensueño, y λóγος logos, razonamiento, estudio, ciencia) constituye el estudio científico de los sueños.
El primer uso registrado de la palabra es de 1653. Un impulsor de la disciplina fue el sinólogo francés Hervey de Saint-Denys. El campo de estudio adquirió relevancia cuando Nathaniel Kleitman y su estudiante Eugene Aserinsky descubrieron la existencia de ciclos regulares del sueño.
Otro experimento de Kleitman, acompañado por William C. Dement, otro estudiante de medicina en ese entonces, demostró el periodo particular del sueño en el cual la actividad eléctrica del cerebro medida por un electroencefalógrafo se asemejaba estrechamente a la del despertar cuando los ojos se mueven activamente. Este tipo de sueño es conocido como sueño de movimiento rápido de ojos (en inglés, REM sleep), y el experimento de Kleitman y Dement halló una correlación de 0,80 entre el sueño REM y los sueños.
Una confirmación independiente y casi simultánea del sueño lúcido por parte de Stephen LaBerge y Keith Hearne ha permitido una serie de experimentos y desarrollos posteriores.